# KT (unidad de energía)
| Valores aproximados de kT a 298 K | Unidades   |
| --------------------------------- | ---------- |
| kT = 4.11×10−21                   | J          |
| kT = 4.114                        | pN⋅nm      |
| kT = 9.83×10−22                   | cal        |
| kT = 25.68                        | meV        |
| Cantidades relacionadas           |            |
| kT/hc ≈ 207                       | cm−1       |
| kT/e = 25.7                       | mV         |
| RT = kT ⋅ NA = 2.479              | kJ⋅mol−1   |
| RT = 0.593                        | kcal⋅mol−1 |
| h/kT = 0.16                       | PD         |

kT (también escrito como kBT ) es el producto de la constante de Boltzmann, k (o kB), y la temperatura, T.
Este producto se usa en física como un factor de escala para los valores de energía en sistemas en la escala molecular (a veces se usa como una unidad de energía), ya que las tasas y frecuencias de muchos procesos y fenómenos dependen no solo de su energía, sino de la relación entre esa energía y kT, es decir: E / kT (ver ecuación de Arrhenius y factor de Boltzmann). Para un sistema en equilibrio en conjunto canónico, la probabilidad de que el sistema esté en un estado con energía E es proporcional a e−ΔE / kT. 
A un nivel más fundamental, kT es la cantidad de calor requerida para aumentar la entropía termodinámica de un sistema, en unidades naturales, en un nat. E / kT por lo tanto, representa una cantidad de entropía por molécula, medida en unidades naturales. 
En los sistemas a mayor escala (escala macroscópica), con elevadas cantidades de moléculas, el valor de RT se usa, comúnmente; en sus unidades SI son julios por mol (J / mol ): (RT = kT ⋅ NA). 

## RT
RT es el producto de la constante de gas molar, R, y la temperatura, T. Este producto suele usarse en física como factor de escala para los valores de energía en una escala macroscópica (a veces se usa como una pseudo-unidad de energía), ya que muchos procesos y fenómenos dependen no solo de la energía, sino a nivel fundamental, de la relación de energía y RT es decir E / RT . Las unidades SI para RT que se emplean son julios por mol (J/mol). 
Difiere de kT solo por un factor de la constante de Avogadro, NA.
Su dimensión es energía o ML2T− 2, expresada en unidades SI como julios (J): 
kT = RT/N A